# Capella de St. Margarethen
La Capella de Santa Margarida (en alemany: Kapelle St. Margarethen) és una capella de peregrinació dedicada a Santa Margarida, que està localitzada en el municipi de Münchwilen en el cantó de Turgòvia, Suïssa. Fou declarada com a be cultural Suís d'importància nacional.
És una capella d'estil gòtic tardà que va ser construïda en 1642 i consagrada pels pelegrins que la visitaven. Fins i tot en l'època medieval al barri hi havia una capella anterior d'Henry i Lütold Griesenberg que datava de 1316.